# Leonard E. Mason
Leonard Edward Mason, född 1913 i Seattle, Washington, USA, död 8 oktober 2005, var professor vid University of Hawai'i-Manoa, och en auktoritet på Söderhavets antropologi. Han gjorde en stor insats 1948 för att rädda befolkningen på Bikiniatollen.
Mason tog en bachelorexamen i antropologi 1935 och en masterexamen 1941, båda vid University of Minnesota. Han började arbeta på Marshallöarna 1946 som en del av ekonomisk kartläggning av Mikronesien. Marshall tog en Ph.D. vid Yale University 1955 där han hade George Murdock som handledare. Han avhandlingsämne var förflyttningen av befolkningen på Bikiniatollen. Han undervisade vid University of Hawai'i-Manoa från 1947 till 1969.